# ジョルジュ・プレートル
ジョルジュ・プレートル（Georges Prêtre, 1924年8月14日 - 2017年1月4日）は、フランスの指揮者。
ウィーン交響楽団終身名誉指揮者、シュトゥットガルト放送交響楽団名誉指揮者であり、2004年にはウィーン楽友協会の名誉会員を務めている。2008年のニューイヤーコンサートにおける出演で国際的な露出度を高め脚光を浴び、改めて過去の演奏についても再評価を受けている。同コンサートには、2010年にも2回目の出演を果たしている。2013年時点で、特定の楽団、歌劇場への常任・専属契約は無かった。

## 人物・来歴
1924年、フランスのノール＝パ・ド・カレー地域圏ワズィエで生まれる。
2017年、死去。92歳没。

### 学歴
作曲家に憧れ、 1932年、ドゥエー音楽院に入学してピアノを学び、1935年にパリ音楽院へ進学した。当初、オーボエを学ぼうとしたが、家庭の経済的状況と楽器が高価なことからトランペットを学んだ。学生時代にはジャズ・トランペッターを副業とし、エディット・ピアフやイヴ・モンタン等とも舞台を共にすることがあった。1944年、首席修士相当（Premieres Prix） の評価を受け、さらに指揮に興味を抱き、和声法をモーリス・デュリュフレに、指揮法をアンドレ・クリュイタンス、ピエール・デルヴォー、リシャール・ブラローに師事した。 この頃、“Georges Dhérain”の名で2作のオペレッタを作曲する等の創作活動を行なっている。

### フランス語圏での活動
1946年、マルセイユ市立オペラにおいて、ラロの『イスの王様』で指揮者としてデビューする。1948年にリール・オペラと、翌1949年から1951年までカサブランカの歌劇場と指揮者として契約、1951年から1955年までトゥールーズ・キャピトル劇場と指揮者として契約した後、1956年にリヒャルト・シュトラウス『カプリッチョ』のパリ初演に携わったのがパリのデビューとなる。1970年から1971年までパリ・オペラ座の音楽監督に就任、1989年にはパリで行われたG7（アルシュ・サミット）に併せ各国からの出席者を招き、こけら落とし前のオペラ・バスティーユで行われたバスティーユ襲撃200周年の記念コンサートを指揮している。

### 英語圏での活動
1958年にリリック・オペラ・オブ・シカゴにてアメリカ・デビューし、その活動の範囲を北米へと拡げ、その後もボストン交響楽団、フィラデルフィア管弦楽団、シカゴ交響楽団等に客演、1964年にはニューヨーク・メトロポリタン歌劇場にて『サムソンとデリラ』でデビューした。
また、 イギリスでも1961年にコヴェント・ガーデン王立歌劇場でデビューし、1962年から1970年までロイヤル・フィルハーモニー管弦楽団の音楽監督補佐を務めている。

### ドイツ語圏での活動
カラヤンの推挙により、1962年にウィーン国立歌劇場にて『カルメン』ドイツ語版でデビューする。ウィーン交響楽団では1986年から1991年まで第一客員指揮者を務め、その後終身名誉指揮者となっている。1996年から1998年まで南西ドイツ放送シュトゥットガルト放送交響楽団の首席指揮者を務めた後、1998年に同楽団の設立50周年コンサートを指揮した後、名誉指揮者となっている。

### オペラ指揮者として
フランスの地方都市におけるキャリアを通じ、レパートリーにはフランス・オペラが多い。

### 21世紀以降
70代を過ぎても、その感性を含め衰えを見せることなく、2001年にはヴェルディ没後100周年における記念演奏会として『レクイエム』を各所で指揮、2008年にはシェーンブルン宮殿「夏の夜のコンサート」にも登壇している。

### ニューイヤーコンサート
2005年にはフェニーチェ劇場のニューイヤーコンサートを、2008年にはウィーン・フィルハーモニー管弦楽団のニューイヤーコンサートを初めて指揮した。2008年時点で、同団のニューイヤーコンサート史上で最高齢の指揮者となった。2009年にフェニーチェ歌劇場のニューイヤーコンサートに再登壇、2010年にはウィーン・フィルのニューイヤーコンサートに再登壇して、同コンサートの最高齢指揮者の記録を自ら更新している。ウィーン・フィルの理事であるクレメンス・ヘルスベルクは2008年の実績を大きく讃え、「成功裏に収めたその公演は楽団にとってもプレートルにとっても大きな喜びであった」と語り、長年の協業と高い経験値を評価した結果、再度プレートルに依頼することを決めたとしている。ちなみに2010年は同楽団の始祖を築いたオットー・ニコライの生誕200年であり、この年のニューイヤーコンサートにおける指揮者を務めることには大きな意義があった。この年に同楽団と共に小澤征爾の代役だったエサ＝ペッカ・サロネンが出演をキャンセルしたため急遽来日し、名誉団員としての号を与えられている。

## 家族
1950年にリール・オペラの支配人の娘であったマルニーの娘ジーナと結婚し、一男一女をもうけた。

## 評価
オペラ指揮者として、またプーランクを中心にフランス音楽の解釈に関しては高い評価を受けている。しかし「ある特定の部分を強調することにより細部の表現の練磨や全体的なまとまりにかける」というような評価があるように、時折見せる奇抜さからも、すべての演奏について絶対的な高い評価を下すことは難しい。
1986年にウィーン交響楽団と深く関わるようになって以降、かねてから手がけていたリヒャルト・シュトラウスのオペラに加え、様々なドイツ音楽との関わりを深め、ベートーヴェン、ブラームス、ブルックナーの交響曲を中心に構成されたツィクルスも行なっている。プレートル自らも「私は単なる指揮者ではなく解釈者である」と述べていることから、伝統的な演奏形式を踏襲しない解釈に関しては評価の分かれるところである。しかし、2013年時点でスクロヴァチェフスキやマリナーと共に1920年代に生まれた最高齢現役指揮者の一人であり、高い独創性と華やかな創造力を持つ指揮者と評される。

## 関わりの深い作曲家
1959年、フランシス・プーランクのオペラ『人間の声』のオペラ＝コミック座における初演後、プーランク自身から「今日は私の大好きな指揮者が誕生した記念日である」との称賛を贈っている。1963年には『7つのレスポンソリウム』（Sept répons des ténèbres）を初演している。1999年にプーランク生誕100周年を記念して催された一連の演奏会にも数多く出演した。

## 関わりの深い演奏家・楽団
パリ音楽院管弦楽団の時代からのパリ管弦楽団とパリ国立歌劇場管弦楽団とは関係も長く、来日公演も行なっている。また、1980年代半ばからウィーン交響楽団における演奏の機会が多く、いくつかのツィクルスも行なっている。2004年にウィーン楽友協会の名誉団員となってからは同楽団の代表的な客員指揮者の一人として活躍し、ニューイヤーコンサートの指揮も務めるようになっている。
プレートルの知名度を挙げるひとつの契機となったマリア・カラスとの共演は、1961年に行われた『パリのマリア・カラス』の録音で、カラス本人がプレートルをお気に入りの指揮者として指名したことに始まる。その後、1962年にロイヤル・フェスティバル・ホールを皮切りにモンテカルロ・ハンブルク・エッセン・ボンで行われたカラスのコンサートツアーで指揮者を務め、翌1963年にベルリン・デュッセルドルフ・シュトゥットガルト・ロンドン・パリ・コペンハーゲンで行われたコンサートツアーでも指揮者を務めている。1964年にはパリ・オペラ座で行われた『ノルマ』において、カラスと今度はオペラで初共演した。
マリア・カラスと長い交際があったようなイメージが持たれることがあるが、カラスは歌手としてすでに下り坂にあり、実際にはコンサートツアーにおける13回の共演と18回のオペラでの共演記録しか残っていない。録音としても正式なスタジオ録音としては、ビゼーの『カルメン』全曲と、カラスにとって2回目のスタジオ録音であるプッチーニの『トスカ』全曲、フランス・オペラ・アリア集『パリのマリア・カラス』の3録音しか残されていない。1965年7月5日のコヴェントガーデン王立歌劇場における『トスカ』はカラスの最後のオペラへの出演となった。

## 来日演奏記録
手兵のウィーン交響楽団を率いて行った来日公演の模様の一部などについては、テレビでも放送されている。

### 1967年
| 月日    | 管弦楽団         | 曲目 | 会場             |
| ------- | ---------------- | --- | ---------------- |
| 5月17日 | 読売日本交響楽団 | エクトル・ベルリオーズ 序曲『ローマの謝肉祭』作品9 ジョルジュ・ビゼー 交響曲ハ長調 アントニン・ドヴォルザーク 交響曲第8番ト長調作品88                                  | 東京厚生年金会館 |
| 5月24日 | 読売日本交響楽団 | エマニュエル・シャブリエ 歌劇『グヴェンドリーヌ』序曲 ヴォルフガング・アマデウス・モーツァルト 交響曲第 40番 ト短調 K.550 グスタフ・マーラー 交響曲第1番ニ長調「巨人」 | 東京文化会館     |

### 1970年
| 月日    | 管弦楽団     | 曲目 | 会場                            |
| ------- | ------------ | --- | ------------------------------- |
| 4月14日 | パリ管弦楽団 | グスタフ・マーラー 交響曲第1番ニ長調「巨人」 ジョルジュ・ビゼー 交響曲ハ長調 | 大阪 中之島フェスティバルホール |
| 4月16日 | パリ管弦楽団 | ピョートル・チャイコフスキー ピアノ協奏曲第1番 変ロ短調 作品23 （ピアノ：アレクシス・ワイセンベルク） アントニン・ドヴォルザーク 交響曲第9番 ホ短調 作品95『新世界より』            | 大阪 中之島フェスティバルホール |
| 4月20日 | パリ管弦楽団 | モーリス・ラヴェル ピアノ協奏曲ト長調(ピアノ：アレクシス・ワイセンベルク） モーリス・ラヴェル 管弦楽組曲 【マ・メール・ロワ】 モデスト・ムソルグスキー 管弦楽曲版組曲【展覧会の絵】 | 大阪 中之島フェスティバルホール |
| 4月23日 | パリ管弦楽団 | ピョートル・チャイコフスキー ピアノ協奏曲第1番 変ロ短調 作品23 （ピアノ：アレクシス・ワイセンベルク グスタフ・マーラー 交響曲第1番ニ長調「巨人」                                    | 東京厚生年金会館                |
| 4月25日 | パリ管弦楽団 | モーリス・ラヴェル ピアノ協奏曲ト長調（ピアノ：アレクシス・ワイセンベルク モーリス・ラヴェル 管弦楽 組曲 【マ・メール・ロワ】 モデスト・ムソルグスキー 管弦楽曲版組曲【展覧会の絵】 | 東京文化会館                    |

### 1988年
| 月日    | 管弦楽団               | 曲目 | 会場                 |
| ------- | ---------------------- | --- | -------------------- |
| 7月27日 | パリ国立歌劇場管弦楽団 | ロメオとジュリエット（ベルリオーズ） 火の鳥 組曲 バッカスとアリアーヌ第2組曲（ルーセル）                                                                                      | 大宮ソニックシティ   |
| 7月28日 | パリ国立歌劇場管弦楽団 | オルフェオとエウリディーチェ序曲（グルック） 牧神の午後への前奏曲（ドビュッシー） ラ・ヴァルス（ラヴェル） エクトル・ベルリオーズ ある芸術家の生涯の出来事、5部の幻想的交響曲 | フェスティバルホール |
| 7月29日 | パリ国立歌劇場管弦楽団 | オルフェオとエウリディーチェ序曲（グルック） 牧神の午後への前奏曲（ドビュッシー） ラ・ヴァルス（ラヴェル） エクトル・ベルリオーズ ある芸術家の生涯の出来事、5部の幻想的交響曲 | サントリーホール     |
| 7月31日 | パリ国立歌劇場管弦楽団 | オルフェオとエウリディーチェ序曲（グルック） 牧神の午後への前奏曲（ドビュッシー） ラ・ヴァルス（ラヴェル） エクトル・ベルリオーズ ある芸術家の生涯の出来事、5部の幻想的交響曲 | 函館市民会館         |
| 8月 1日 | パリ国立歌劇場管弦楽団 | オルフェオとエウリディーチェ序曲（グルック） 牧神の午後への前奏曲（ドビュッシー） ラ・ヴァルス（ラヴェル） エクトル・ベルリオーズ ある芸術家の生涯の出来事、5部の幻想的交響曲 | 札幌厚生年金会館     |

### 1989年
| 月日     | 管弦楽団         | 曲目 | 会場                   |
| -------- | ---------------- | --- | ---------------------- |
| 10月31日 | ウィーン交響楽団 | ルートヴィヒ・ヴァン・ベートーヴェン 交響曲第7番イ長調作品92 ヨハネス・ブラームス：ハンガリー舞曲集 WoO.1 第1・3・4・5・21番 モーリス・ラヴェル ボレロ | ザ・シンフォニーホール |
| 11月 2日 | ウィーン交響楽団 | フランツ・シューベルト 交響曲第7番ロ短調D759「未完成」 グスタフ・マーラー 交響曲第1番ニ長調「巨人」                                                    | 神戸文化ホール         |
| 11月 3日 | ウィーン交響楽団 | フランツ・シューベルト 交響曲第7番ロ短調D759「未完成」 グスタフ・マーラー 交響曲第1番ニ長調「巨人」                                                    | 岡谷文化会館           |
| 11月 4日 | ウィーン交響楽団 | ルートヴィヒ・ヴァン・ベートーヴェン 交響曲第7番イ長調作品92 ヨハネス・ブラームス：ハンガリー舞曲集 WoO.1 第1・3・4・5・21番 モーリス・ラヴェル ボレロ | 市川市文化会館         |
| 11月 5日 | ウィーン交響楽団 | ルートヴィヒ・ヴァン・ベートーヴェン 交響曲第7番イ長調作品92 ヨハネス・ブラームス：ハンガリー舞曲集 WoO.1 第1・3・4・5・21番 モーリス・ラヴェル ボレロ | オーチャードホール     |
| 11月 7日 | ウィーン交響楽団 | フランツ・シューベルト 交響曲第7番ロ短調D759「未完成」 グスタフ・マーラー 交響曲第1番ニ長調「巨人」                                                    | オーチャードホール     |
| 11月 8日 | ウィーン交響楽団 | ルートヴィヒ・ヴァン・ベートーヴェン 交響曲第7番イ長調作品92 ヨハネス・ブラームス：ハンガリー舞曲集 WoO.1 第1・3・4・5・21番 モーリス・ラヴェル ボレロ | 上越文化会館           |
| 11月 9日 | ウィーン交響楽団 | ルートヴィヒ・ヴァン・ベートーヴェン 交響曲第7番イ長調作品92 ヨハネス・ブラームス：ハンガリー舞曲集 WoO.1 第1・3・4・5・21番 モーリス・ラヴェル ボレロ | 聖徳学園川並記念講堂   |
| 11月10日 | ウィーン交響楽団 | フランツ・シューベルト 交響曲第7番ロ短調D759「未完成」 グスタフ・マーラー 交響曲第1番ニ長調「巨人」                                                    | つくばノバホール       |
| 11月11日 | ウィーン交響楽団 | ルートヴィヒ・ヴァン・ベートーヴェン 交響曲第7番イ長調作品92 ヨハネス・ブラームス：ハンガリー舞曲集 WoO.1 第1・3・4・5・21番 モーリス・ラヴェル ボレロ | 神奈川県民ホール       |
| 11月12日 | ウィーン交響楽団 | フランツ・シューベルト 交響曲第7番ロ短調D759「未完成」 グスタフ・マーラー 交響曲第1番ニ長調「巨人」                                                    | 武蔵野市民文化会館     |

### 1998年
| 月日     | 管弦楽団     | 曲目 | 会場                       |
| -------- | ------------ | --- | -------------------------- |
| 11月 5日 | パリ管弦楽団 | モデスト・ムソルグスキー 管弦楽曲版組曲【展覧会の絵】 クロード・ドビュッシー 海 - 管弦楽のための3つの交響的素描 モーリス・ラヴェル ボレロ | 札幌コンサートホールKitara |
| 11月 6日 | パリ管弦楽団 | モデスト・ムソルグスキー 管弦楽曲版組曲【展覧会の絵】 クロード・ドビュッシー 海 - 管弦楽のための3つの交響的素描 モーリス・ラヴェル ボレロ | 函館市民会館               |
| 11月 7日 | パリ管弦楽団 | モデスト・ムソルグスキー 管弦楽曲版組曲【展覧会の絵】 クロード・ドビュッシー 海 - 管弦楽のための3つの交響的素描 モーリス・ラヴェル ボレロ | 大宮ソニックシティ         |
| 11月 8日 | パリ管弦楽団 | モデスト・ムソルグスキー 管弦楽曲版組曲【展覧会の絵】 クロード・ドビュッシー 海 - 管弦楽のための3つの交響的素描 モーリス・ラヴェル ボレロ | 鎌倉芸術館                 |
| 11月10日 | パリ管弦楽団 | モデスト・ムソルグスキー 管弦楽曲版組曲【展覧会の絵】 クロード・ドビュッシー 海 - 管弦楽のための3つの交響的素描 モーリス・ラヴェル ボレロ | 宮城県民会館               |
| 11月12日 | パリ管弦楽団 | モデスト・ムソルグスキー 管弦楽曲版組曲【展覧会の絵】 クロード・ドビュッシー 海 - 管弦楽のための3つの交響的素描 モーリス・ラヴェル ボレロ | 富士市文化会館ロゼシアター |
| 11月14日 | パリ管弦楽団 | ジョルジュ・ビゼー 交響曲ハ長調 エクトル・ベルリオーズ ある芸術家の生涯の出来事、5部の幻想的交響曲                                        | 香川県民ホール             |
| 11月15日 | パリ管弦楽団 | モデスト・ムソルグスキー 管弦楽曲版組曲【展覧会の絵】 クロード・ドビュッシー 海 - 管弦楽のための3つの交響的素描 モーリス・ラヴェル ボレロ | サントリーホール           |
| 11月16日 | パリ管弦楽団 | ジョルジュ・ビゼー 交響曲ハ長調 エクトル・ベルリオーズ ある芸術家の生涯の出来事、5部の幻想的交響曲                                        | サントリーホール           |

### 2001年
| 月日     | 管弦楽団     | 曲目 | 会場                   |
| -------- | ------------ | --- | ---------------------- |
| 11月 2日 | パリ管弦楽団 | ピョートル・チャイコフスキー 交響曲第6番ロ短調作品74 モーリス・ラヴェル ダフニスとクロエより第2組曲 モーリス・ラヴェル ラ・ヴァルス                            | サントリーホール       |
| 11月 3日 | パリ管弦楽団 | ピョートル・チャイコフスキー 交響曲第6番ロ短調作品74 モーリス・ラヴェル ダフニスとクロエより第2組曲 モーリス・ラヴェル ラ・ヴァルス                            | 郡山市民文化センター   |
| 11月 4日 | パリ管弦楽団 | ピョートル・チャイコフスキー 交響曲第6番ロ短調作品74 モーリス・ラヴェル ダフニスとクロエより第2組曲 モーリス・ラヴェル ラ・ヴァルス                            | 富山市芸術文化ホール   |
| 11月 6日 | パリ管弦楽団 | ヨハネス・ブラームス 交響曲第4番ホ短調作品98 モーリス・ラヴェル ダフニスとクロエより第2組曲 モーリス・ラヴェル ラ・ヴァルス                                    | ハーモニーホールふくい |
| 11月 7日 | パリ管弦楽団 | ヨハネス・ブラームス 交響曲第4番ホ短調作品98 モーリス・ラヴェル ダフニスとクロエより第2組曲 モーリス・ラヴェル ラ・ヴァルス                                    | 神戸文化ホール         |
| 11月 8日 | パリ管弦楽団 | ヨハネス・ブラームス 交響曲第4番ホ短調作品98 モーリス・ラヴェル ダフニスとクロエより第2組曲 モーリス・ラヴェル ラ・ヴァルス                                    | シンフォニア岩国       |
| 11月10日 | パリ管弦楽団 | ピョートル・チャイコフスキー 交響曲第6番ロ短調作品74 モーリス・ラヴェル ダフニスとクロエより第2組曲 モーリス・ラヴェル ラ・ヴァルス                            | 宮崎県立芸術劇場       |
| 11月11日 | パリ管弦楽団 | ヨハネス・ブラームス 交響曲第4番ホ短調作品98 モーリス・ラヴェル ダフニスとクロエより第2組曲                                                                    | 福岡シンフォニーホール |
| 11月13日 | パリ管弦楽団 | ヨハネス・ブラームス 交響曲第4番ホ短調作品98 エクトル・ベルリオーズ 歌劇『ベンヴェヌート・チェッリーニ』作品23、H.76 より 序曲 モーリス・ラヴェル ラ・ヴァルス | サントリーホール       |

### 2010年
| 月日     | 管弦楽団                           | 曲目 | 会場                     |
| -------- | ---------------------------------- | --- | ------------------------ |
| 11月 6日 | ウィーン・フィルハーモニー管弦楽団 | フランツ・シューベルト 交響曲第2番 変ロ長調 D125 ルートヴィヒ・ヴァン・ベートーヴェン 交響曲第3番変ホ長調『英雄』 | 兵庫県立芸術文化センター |
| 11月 7日 | ウィーン・フィルハーモニー管弦楽団 | フランツ・シューベルト 交響曲第2番 変ロ長調 D125 ルートヴィヒ・ヴァン・ベートーヴェン 交響曲第3番変ホ長調『英雄』 | 宮崎県立芸術劇場         |
| 11月10日 | ウィーン・フィルハーモニー管弦楽団 | フランツ・シューベルト 交響曲第2番 変ロ長調 D125 ルートヴィヒ・ヴァン・ベートーヴェン 交響曲第3番変ホ長調『英雄』 | サントリーホール         |

## ディスコグラフィー
特に優れた評価を得ているのはプーランクの作品であり、その他にもギュスターヴ・シャルパンティエ、サン=サーンスの録音に高い評価を受けているものが多い。他にも、1980年代までにシベリウス、チャイコフスキーの録音を残しているが高い評価は得られず、昨今の再評価にあたって限定的に再発売されるケースがある程度である。2008年と2010年のニューイヤーコンサートは映像、CD共に市販されており、オペラに関しては正規・非正規の録音を含め数多くの記録が残されているが、正規盤のうち知名度と評価の高い録音はマリア・カラスとの共演による『トスカ』『カルメン』（いずれもEMI）であり、その他にもモンセラート・カバリェとのRCA盤『椿姫』（1967年）、EMI盤『サムソンとデリラ』（1962年）・EMI盤『ファウストの劫罰』（1969年）・SONY盤『ルイーズ』（1975年）が挙げられる。
版権処理に関しては正規・非正規のものを含み、また2013年時点において日本国内で現在入手困難なものやCD化されていない音源に関する記録も含む。

## オペラ

### イタリア・オペラ
| タイトル                                 | 管弦楽団                       | 共演者 | 収録年 | レーベル                 |
| ---------------------------------------- | ------------------------------ | --- | ------ | ------------------------ |
| プッチーニ：トスカ                       | パリ・オペラ座管弦楽団         | レジーヌ・クレスパン, ルネ・ビアンコ, パウル・フィネル | 1960   | Pathé                    |
| ケルビーニ：メデア                       | 国立オペラ管弦楽団             | リタ・ゴール, ルネ・ビアンコ, アンドレ・エスポシート, ギー・ショーヴェ                                                                                       | 1961   | Columbia                 |
| プッチーニ：トスカ                       | パリ音楽院管弦楽団             | マリア・カラス, カルロ・ベルゴンツィ, ティート・ゴッビ | 1964   | EMI                      |
| ベルリーニ：ノルマ                       | パリ・オペラ座管弦楽団         | マリア・カラス, フィオレンツァ・コッソット, ジャンフランコ・チェッケレ                                                                                       | 1965   | GALA                     |
| プッチーニ：トスカ                       | ロイヤル・オペラハウス管弦楽団 | マリア・カラス, レナート・チオ－二, ティート・ゴッビ | 1965   | Divina Records           |
| ヴェルディ：イル・トロヴァトーレ         | メトロポリタン歌劇場管弦楽団   | ブルーノ・プレヴェディ, ビセルカ・ツヴェイチ（クロアチア語）, ガブリエラ・トゥッチ, ロバート・メリル                                                         | 1965   | Omega Opera Archive      |
| ドニゼッティ:ランメルモールのルチア      | イタリアRCAオペラ管弦楽団      | アンナ・モッフォ, カルロ・ベルゴンツィ, マリオ・セレーニ | 1965   | RCA                      |
| ヴェルディ:椿姫                          | RCAイタリアーナ                | モンセラート・カバリェ, カルロ・ベルゴンツィ・シェリル・ミルンズ                                                                                             | 1967   | RCA                      |
| プッチーニ：トゥーランドット             | トリノRAI交響楽団              | ビルギット・ニルソン, ジャン・フランコ・チェッケレ（伊語）, ガブリエラ・トゥッチ, クラウディオ・ストラッドホッフ, マリオ・フェラーラ, カルロ・フランツィー二 | 1969   | （映像）                 |
| ベルリーニ：ノルマ                       | トリノRAI交響楽団              | モンセラート・カバリェ, フィオレンツァ・コッソット, ロベルト・ベローラ                                                                                       | 1971   |                          |
| プッチーニ：ラ・ボエーム                 | ミラノ・スカラ座管弦楽団       | ルチアーノ・パヴァロッティ, ローランド・パネライ, イレアナ・コトルバス                                                                                       | 1975   |                          |
| ドン・カルロ                             | フェニーチェ歌劇場管弦楽団     | ニコライ・ギャウロフ, ヴェリアーノ・ルケッティ, ピエロ・カプッチッリ, カーティア・リッチャレッリ, フィオレンツァ・コソット, ジャンフランコ・カサリニ         | 1973   | Mondo Musica             |
| ヴェルディ：ドン・カルロ                 | フェニーチェ歌劇場管弦楽団     | ニコライ・ギャウロフ, ヴェリアーノ・ルケッティ, ピエロ・カプッチルリ, カーティア・リッチャレリ, フィオレンツァ・コッソット, ジャンフランコ・カサリニ         | 1973   | Mondo Musica             |
| ドン・カルロ                             | バイエルン国立歌劇場管弦楽団   | ルッジェーロ・ライモンディ, カルロ・コッスッタ, カーティア・リッチャレッリ, エバーハルト・ヴェヒター, ブリギッテ・ファスベンダー, ルイジ・ローニ             | 1975   | Great Opera Performances |
| プッチーニ：ラ・ボエーム                 | ミラノ・スカラ座管弦楽団       | ホセ・カレーラス, ローランド・パネライ, イレアナ・コトルバス                                                                                                 | 1976   |                          |
| レオンカヴァッロ:道化師                  | スカラ座管弦楽団               | テレサ・ストラータス, プラシド・ドミンゴ, ホアン・ポンス（スペイン語）                                                                                       | 1982   | Philips                  |
| マスカーニ：カヴァレリア・ルスティカーナ | スカラ座管弦楽団               | エレーナ・オブラスツォワ（露語）, プラシド・ドミンゴ, フェドーラ・バルビエリ・レナート・ブルゾン                                                             | 1982   | Philips                  |
| ヴェルディ：オテロ                       | スイス・ロマンド管弦楽団       | カルロス・コスッタ, マーガレット・プライス, ピエロ・カプッチルリ, ピエトロ・ボッタッツォ                                                                     | 1980   |                          |
| ロッシーニ:エジプトのモーゼ(伊語)        | パリ・オペラ座管弦楽団         | サミュエル・レイミー, シャーリー・ヴェレット, チェチーリア・ガスディア                                                                                       | 1983   | Legato Records           |
| ヴェルディ：アイーダ                     | パリ・オペラ座管弦楽団         | レオーナ・ミッチェル（英語）, ゲガム・グリゴリアン, ドローラ・ザジック                                                                                       | 1995   |                          |

### フランス・オペラ
| タイトル                                 | 管弦楽団                                     | 共演者 | 収録年 | レーベル                    |
| ---------------------------------------- | -------------------------------------------- | --- | ------ | --------------------------- |
| プーランク：人間の声（仏語）             | パリ オペラコミック座管弦楽団                | デニース・デュヴァル（仏語）                                                                                           | 1959   | RCA                         |
| パリのマリア・カラス                     | フランス国立放送局管弦楽団                   | マリア・カラス | 1961   | EMI                         |
| パリのマリア・カラス(2)                  | パリ音楽院管弦楽団                           | マリア・カラス | 1961   | EMI                         |
| サン＝サーンス：サムソンとデリラ         | パリ・オペラ座管弦楽団                       | リタ・ゴア（仏語）, エルネスト・ブラン（仏語）, ジョン・ヴィッカース, アントン・ディアコフ, レミー・コラッツァ         | 1962   | HMV                         |
| ベコー：アランのオペラ                   | パリ音楽院管弦楽団                           | ロザンナ・カルテリ（伊語）, アニエス・ディスネ－（仏語）, アルヴィーノ・ミスキアーノ（伊語）, ロジェ・ソワイエ（仏語） | 1962   | EMI                         |
| R・シュトラウス：カプリッチョ            | サンフランシスコ歌劇場管弦楽団               | エリーザベト・シュヴァルツコップ, トーマス・ステュワート（英語）, チェザーレ・ヴァレッティ（英語）, ヘルマン・プライ   | 1962   |                             |
| ドリーブ：ラクメ                         | パリ オペラコミック座管弦楽団                | ジャンナ・ダ アンジェロ（英語）, ニコライ・ゲッダ, エルネスト・ブラン（仏語）, ジェーン・ベルビエ（英語）              | 1962   | Columbia                    |
| サン＝サーンス サムソンとデリラ          | サンフランシスコ歌劇場管弦楽団               | ジェームス・マックラケン（英語）, サンドラ・ワーフィールド（英語）, ジョシュア・ヘシュト（英語）                       | 1963   | Premiere Opera Ltd          |
| マスネ：エロディアード（仏語）           | ニース歌劇場管弦楽団（仏語）                 | レジーヌ・クレスパン（仏語）, リタ・ゴア（仏文）, アルベール・ランス, ミシェル・ダンス, ジャック・マール               | 1963   | EMI                         |
| サン＝サーンス：サムソンとデリラ         | メトロポリタン歌劇場管弦楽団                 | ジェス・トーマス, イレーネ・ダリス, ガブリエル・バスキエ, ジュステイーノ・ディアス                                     | 1964   | The Opera Lovers            |
| ビゼー：カルメン                         | パリ国立歌劇場管弦楽団                       | マリア・カラス, ニコライ・ゲッダ, アンドレア・ギオー（仏語）, ロベール・マサール（仏語）                               | 1964   | EMI                         |
| グノー：ファウスト                       | メトロポリタン歌劇場管弦楽団                 | ジョン・アレクサンダー, ジャスティーノ・ディアス, シェリル・ミルンズ, モンセラート・カバリェ                           | 1965   |                             |
| ベルリオーズ                             | パリオペラ座管弦楽団（L'Opéra de Paris）     | レジーヌ・クレスパン（仏語）, ギイ・ショーヴ, ジェーヌ・ベルビエ, ジャン＝ピエール・アルトゥ                           | 1965   | HMV                         |
| グノー：ファウスト                       | メトロポリタン歌劇場管弦楽団                 | チェザーレ・シェピ, ウィリアム・ウォーカー, ニコライ・ゲッダ, ジーン・フェン                                           | 1966   | The Opera Lovers            |
| グノー：ファウスト                       | ミラノ・スカラ座管弦楽団                     | ニコライ・ギャウロフ, ルイージ・アルヴァ, ジャン二・ライモンディ, ミレッラ・フレーニ                                   | 1967   | Melodram                    |
| ビゼー：カルメン                         | ブエノス・アイレス・テアトロ・コロン管弦楽団 | グレース・バンブリー, ジョン・ヴィッカース, ジョアン・カーライル, ロバート・メリル                                     | 1968   | Opera D'Oro                 |
| ルーセル：パドマーヴァティ               | ブエノス・アイレス・テアトロ・コロン管弦楽団 | リン・ドリアン, ジョン・ヴィッカース, アンゲル・マッティエロ, ノエミ・スーザ                                           | 1968   |                             |
| マスネ：ウェルテル                       | パリ管弦楽団                                 | ニコライ・ゲッダ, ビクトリア・デ・ロス・アンヘレス, ロジェ・ソワイエ（仏語）                                           | 1968   | EMI                         |
| ビゼー：カルメン                         | ブエノス・アイレス・テアトロ・コロン管弦楽団 | グレース・バンブリー, ジョン・ヴィッカース, ジョアン・カーライル, ロバート・メリル                                     | 1968   | Opera D'Oro                 |
| ベルリオーズ                             | ローマRAI交響楽団                            | マリリン・ホーン, ニコライ・ゲッダ, シャーリー・ヴェレット, ボリス・カルメリ                                           | 1969   | Opera Doro                  |
| ベルリオーズ：ファウストの劫罰           | ローマRAI交響楽団                            | ニコライ・ゲッダ, ロジェ・ソワイエ, マリリン・ホーン                                                                   | 1969   | Arkadia                     |
| ベルリオーズ：ファウストの劫罰           | パリ・オペラ座管弦楽団                       | ニコライ・ゲッダ, ジャネット・ベイカー, ガブリエル・バキエ                                                             | 1969   | EMI                         |
| ベルリオーズ：ファウストの劫罰           | パリ・オペラ座管弦楽団                       | ニコライ・ゲッダ, ガブリエル・バキエ, ジャネット・ベイカー                                                             | 1969   | EMI                         |
| ベルリオーズ：ファウストの劫罰           | ローマRAI交響楽団                            | ニコライ・ゲッダ, ロジェ・ソワイエ（仏語）, マリリン・ホーン                                                           | 1969   | Arcadia                     |
| ビゼー：カルメン                         | ローマRAI交響楽団                            | シャーリー・ヴァーレット, アルバート・ランス, イザベル・ガレーサンズ, ロベール・マサール（仏語）                       | 1970   | Opera D'Oro                 |
| サン＝サーンス：サムソンとデリラ         | ミラノ・スカラ座管弦楽団                     | シャーリー・ヴァーレット, リチャード・キャッシリー, ロベール・マサール, ジョヴァンニ・フォイアーニ                     | 1970   | Arcadia                     |
| ビゼー：カルメン                         | ミラノ・スカラ座管弦楽団                     | フィオレンツァ・コッソット, ギー・ショーヴェ, マリア・キアーラ, エルネスト・ブラン（仏語）                             | 1972   |                             |
| ビゼー：カルメン                         | ミラノ・スカラ座管弦楽団                     | フィオレンツァ・コッソット, ニコライ・ゲッダ, ジョゼ・ヴァン・ダム, アドリアーナ・マリポンテ                           | 1974   | Opera D'Oro                 |
| ビゼー：カルメン                         | ミラノ・スカラ座管弦楽団                     | フィオレンツァ・コッソット, プラシド・ドミンゴ, ジョゼ・ヴァン・ダム, アドリアーナ・マリポンテ                         | 1974   | Opera D'Oro                 |
| サン＝サーンス：サムソンとデリラ         | パリ・オペラ座管弦楽団                       | フィオレンツァ・コッソット, ギー・ショーヴェ, ロベール・マサール（仏語）                                               | 1975   | Bella Voce                  |
| シャルパンティエ：ルイーズ               | ニュー・フィルハーモニア                     | イレアナ・コトルバス, プラシド・ドミンゴ, ミシェル・セネシャル                                                         | 1975   | Sony Classical              |
| グノー：ファウスト                       | パリ・オペラ座管弦楽団                       | ニコライ・ギャウロフ, ニコライ・ゲッダ, ロジェ・ソワイエ（仏語）, ミレッラ・フレーニ                                   | 1976   |                             |
| マスネ：ウェルテル                       | スカラ座管弦楽団                             | エレーナ・オブラスツォワ（露語）, アルフレード・クラウス, ダニエラ・マッツカート, アルベルト・リナルディ               | 1976   | Historic Operatic Treasures |
| シャルパンティエ：ルイーズ               | ニュー・フィルハーモニア                     | イレアナ・コトルバス, プラシド・ドミンゴ, ミシェル・セネシャル                                                         | 1976   | Sony Classical              |
| マスネ：ウェルテル                       | スカラ座管弦楽団                             | エレーナ・オブラスツォワ（露語）, アルフレード・クラウス, ダニエラ・マッツカート, アルベルト・リナルディ               | 1976   | Historic Operatic Treasures |
| グノー：ファウスト                       | ミラノ・スカラ座管弦楽団                     | ニコライ・ギャウロフ, アルフレード・クラウス, ピエロ・カプッチルリ, ミレッラ・フレーニ                                 | 1977   | Myto Records                |
| グノー：ファウスト                       | メトロポリタン歌劇場管弦楽団                 | ボナルド・ジャオッティ, リーナス・カールソン, ステュワート・バローズ, ヨハンナ・マイヤー                               | 1977   |                             |
| グノー：ファウスト                       | メトロポリタン歌劇場管弦楽団                 | ステュワート・バローズ, ボナルド・ジャオッティ, ヨハンナ・マイヤー, リーナス・カールソン                               | 1977   |                             |
| ビゼー：真珠採り                         | パリ・オペラ座管弦楽団                       | イレアナ・コトルバス, アラン・ヴァンゾ, グリエルモ・サラビア, ロジェ・ソワイエ（仏語）                                 | 1977   | EMI                         |
| グノー：ファウスト                       | パリ・オペラ座管弦楽団                       | ニコライ・ギャウロフ, プラシド・ドミンゴ, トーマス・アレン, ミレッラ・フレーニ                                         | 1978   | EMI                         |
| グノー：ファウスト                       | シカゴリリックオペラ管弦楽団（英語）         | ニコライ・ギャウロフ, アルフレード・クラウス, リチャード・スティルワイン, ミレッラ・フレーニ                           | 1979   |                             |
| グノー：ファウスト                       | バイエルン国立歌劇場管弦楽団                 | ルッジェーロ・ライモンディ, ジャコモ・アラガル, ヴォルフガング・ブレンデル, ミレッラ・フレーニ                         | 1979   | The Opera Lovers            |
| マスネ：ウェルテル                       | フェニーチェ劇場管弦楽団                     | フローリアナ・ソヴィッラ, グラディス・マヨ, ピエトロ・バッロ                                                           | 1981   | Mondo Musica                |
| マスネ：ドン・キホーテ（仏語）           | フェニーチェ劇場管弦楽団                     | ルッジェーロ・ライモンディ, ガブリエル・バキエ, マルガリータ・ツィンマーマン                                           | 1982   | Mondo Musica                |
| ドビュッシー：アッシャー家の崩壊（仏語） | モンテカルロ・フィルハーモニー管弦楽団       | クリスティーヌ・バルボー, フランソワ・ラ・ルー, ジャン・フィリップ・ラフォント                                         | 1983   | HMV                         |
| マスネ：ウェルテル                       | パリ・オペラ座管弦楽団                       | アルフレード・クラウス, ルチア・ヴァレンティン=テラーニ, クリスティーネ・バルボー                                      | 1984   | The Opera Lovers            |
| サン＝サーンス サムソンとデリラ          | ニース歌劇場管弦楽団（仏語）                 | プラシド・ドミンゴ, ヴァルトラウト・マイアー, エルネスト・ブラン（仏語）                                               | 1985   | House of Opera              |
| 美しきパースの娘                         | フランス放送新フィルハーモニー管弦楽団       | ジューン・アンダーソンアルフレード・クラウスホセ・ヴァン・ダム                                                         | 1985   | EMI                         |
| マスネ：エロディアード（仏語）           | ニース歌劇場管弦楽団（仏語）                 | レオーナ・ミッチェル（英語）, グレース・バンブリー（英語）, ジルベール・ピー                                           | 1987   | GALA                        |
| サン＝サーンス サムソンとデリラ          | ウィーン国立歌劇場管弦楽団                   | プラシド・ドミンゴ, アグネス・バルツァ, クルト・リドル                                                                 | 1990   | House of Opera              |
| プーランク：人間の声（仏語）             | パリ オペラコミック座管弦楽団                | ジュリア・ミゲネス | 1991   | ERATO                       |

### ドイツ・オペラ
| タイトル                        | 管弦楽団                       | 共演者 | 収録年 | レーベル            |
| ------------------------------- | ------------------------------ | --- | ------ | ------------------- |
| グルック：アルチェステ          | 国立オペラ管弦楽団             | ニコライ・ゲッダ, コンスエロ・ルビオ（スペイン語）, ルネ・ビアンコ（仏語）                                                   | 1960   | HMV                 |
| グルック タウリスのイフィゲニア | パリ音楽院管弦楽団             | ニコライ・ゲッダ, リタ・ゴア（仏語）, ルネ・ビアンコ（仏語） ルイス・キュリコ（英文）                                        | 1961   | Odeón               |
| R・シュトラウス：カプリッチョ   | ウィーン国立歌劇場管弦楽団     | リーザ・デラ・カーサ, ロバート・カーンズ, ヴァルター・ベリー, クリスタ・ルートヴィヒ, ルチア・ポップ, フリッツ・ヴンダーリヒ | 1964   | Omega Opera         |
| R・シュトラウス：アラベラ       | メトロポリタン歌劇場管弦楽団   | リーザ・デラ・カーサ, アンネリーゼ・ローテンベルガー, ウィリアム・ドーリー                                                   | 1965   | Omega Opera Archive |
| ワーグナー：パルジファル        |                                | ワルター・カッセル, ジュスティーノ・ディア, ジェローム・ハインズ, サンドラ・ハインズ                                         | 1966   |                     |
| R.シュトラウス：バラの騎士      | ナポリRAI交響楽団              | グンドゥラ・ヤノヴィッツ, ブリギッテ・ファスベンダー, カール・リーダーブッシュ, イレアナ・コトルバス                         | 1971   | Opera D'Oro         |
| R・シュトラウス：カプリッチョ   | シュトゥットガルト放送交響楽団 | フェリシティ・ロット, トーマス・アレン（英語）, グレゴリー・クンデ, シュテファン・ゲンツ                                     | 1999   | Forlane             |

## 協奏曲
参考
- Discographies generated by CLOR
- Bielefelder Kataloge Klassik

## 映像
映像に関しても正規・非正規の記録が残されているが、オペラの映像としてはドミンゴとの共演による『道化師／カヴァレリア・ルスティカーナ』のDVDが発売されている。また、フェニーチェとウィーン・フィルにおけるニューイヤーコンサートもDVDとして市販されている。
| タイトル                                 | 管弦楽団                         | 共演者 | 収録年 | 備考                   |
| ---------------------------------------- | -------------------------------- | --- | ------ | ---------------------- |
| プッチーニ：トゥーランドット             | トリノRAI交響楽団                | ビルギット・ニルソン, ジャン・フランコ・チェッケレ（伊語）, ガブリエラ・トゥッチ, クラウディオ・ストラッドホッフ, マリオ・フェラーラ, カルロ・フランツィー二 | 1969   |                        |
| プッチーニ：トスカ                       | ロイヤルオペラハウス管弦楽団     | マリア・カラス, レナート・チオ－二（伊語）, ティート・ゴッビ                                                                                                 | 1964   | 第2幕のみ              |
| オッフェンバッハ：ホフマン物語           | ロイヤル・オペラ・ハウス管弦楽団 | プラシド・ドミンゴ, ルチアーナ・セッラ, アグネス・バルツァ, イレアナ・コトルバス                                                                             | 1981   |                        |
| マリア・カラス／ハンブルクコンサート     | 北ドイツ放送交響楽団             | マリア・カラス | 1962   | DVD収録のうち後半の7曲 |
| レオンカヴァッロ:道化師                  | スカラ座管弦楽団                 | テレサ・ストラータス, プラシド・ドミンゴ, ホアン・ポンス（スペイン語）                                                                                       | 1982   |                        |
| マスカーニ：カヴァレリア・ルスティカーナ | スカラ座管弦楽団                 | エレーナ・オブラスツォワ（露語）, プラシド・ドミンゴ, フェドーラ・バルビエリ, レナート・ブルゾン                                                             | 1982   |                        |
| ドビュッシー：牧神の午後への前奏曲       | シュトゥットガルト放送交響楽団   | アレッサンドラ・マルク, ニコラ・マルティヌッチ, クリスティナ・ガラルド=ドマシュ                                                                              | 1998   |                        |
| プッチーニ：トゥーランドット             | スカラ座管弦楽団                 | アレッサンドラ・マルク, ニコラ・マルティヌッチ, クリスティナ・ガラルド=ドマシュ                                                                              | 2001   |                        |

## 栄典等

### 栄典
- 1975年：イタリア共和国功労勲章 カヴァリエーレ
- 1980年：イタリア共和国功労勲章 コンメンダトーレ
- 1996年：オーストリア共和国功績大銀賞（2等級に相当）
- 1997年：フランスの音楽祭Victoire de la Musique Award（仏語） で最高の指揮者として表彰される
- 2004年：フランス 国家功労勲章シュヴァリエ
- 2004年：オーストリア共和国科学文化勲章（ドイツ語版）
- 2011年：フランス レジオンドヌール勲章 大将校級を受賞 （仏語）

### 認定
- 1991年：ウィーン交響楽団名誉指揮者
- 1996年：南西ドイツ放送シュトゥットガルト放送交響楽団の終身名誉指揮者 （独語）
- 2004年：ウィーン楽友協会名誉会員就任
- 2010年：来日公演の際、小澤征爾と共にウィーン・フィルハーモニー管弦楽団の名誉団員就任
- 2011年：フランス レジオンドヌール勲章